# Enerhija Czernihów
Enerhija Czernihów (ukr. Футбольний клуб «Енергія» Чернігів, Futbolnyj Kłub "Enerhija" Czernihiw) – ukraiński klub futsalu, mający siedzibę w mieście Czernihów. Od sezonu 2003/04 do 2004/05 występował w futsalowej Wyższej Lidze Ukrainy.

## Historia
Chronologia nazw:
- 2001: Enerhija Czernihów (ukr. «Енергія» Чернігів)
- 2005: klub rozwiązano

Klub futsalowy Enerhija Czernihów został założony w Czernihowie 20 sierpnia 2001 roku i reprezentował firmę energetyczną "Czernihiwobłenerho". W sezonie 2001/02 zespół startował w profesjonalnych rozgrywkach Pierwszej Ligi, zajmując 7.miejsce w grupie zachodniej. W następnym sezonie 2002/03 zajął najpierw drugie miejsce w grupie, a potem w finale wywalczył trzecie miejsce, gwarantujące awans do najwyższej klasy rozgrywek. W sezonie 2003/04 klub debiutował w Wyższej Lidze, zajmując 5.miejsce. Po zakończeniu sezonu 2004/05, w którym został sklasyfikowany na 11.pozycji, klub został rozwiązany z powodów finansowych.

## Barwy klubowe, strój
| Czarny | Żółty |

Zawodnicy klubu zazwyczaj grali swoje mecze domowe w czarnych strojach.

## Sukcesy

### Trofea międzynarodowe
Nie uczestniczył w rozgrywkach europejskich (stan na 31-05-2019).

### Trofea krajowe
| \| \| Zdobyte trofea w rozgrywkach Ukrainy (stan na: 31-05-2019) \| |                                                            |      |          |
| Rozgrywki                                                           | Osiągnięcie                                                | Razy | Sezon(y) |
| · Mistrzostwo                                                       | I miejsce                                                  | 0    |          |
| · Mistrzostwo                                                       | II miejsce                                                 | 0    |          |
| · Mistrzostwo                                                       | III miejsce                                                | 0    |          |
| · Mistrzostwo                                                       | 5.miejsce                                                  | 1    | 2003/04  |
| Puchar                                                              | zdobywca                                                   | 0    |          |
| Puchar                                                              | finalista                                                  | 0    |          |
| II liga                                                             | I miejsce                                                  | 0    |          |
| II liga                                                             | II miejsce                                                 | 0    |          |
| II liga                                                             | III miejsce                                                | 1    | 2002/03  |
| Ukraina                                                             | Zdobyte trofea w rozgrywkach Ukrainy (stan na: 31-05-2019) |      |          |

## Piłkarze i trenerzy klubu

### Trenerzy
Wadym Postowoj (200?–2005)

## Struktura klubu

### Stadion
Klub rozgrywał swoje mecze domowe w uniwersyteckiej Hali SK DIEU w Czernihowie. Pojemność: 350 miejsc siedzących.

### Sponsorzy
- Czernihiwobłenerho